# البحر أيوب (مسلسل)
البحر أيوب مسلسل درامي، تاريخي حديث، مغامرات وتشويق من إنتاج المركز العربي للإنتاج الإعلامي في الأردن، عام 1998. إخراج محمد عزيزية، كتابة الياس الحاج، بطولة جمال سليمان، وخالد تاجا وآخرين.
يظهر المسلسل طريقة حياة الصيادين من البساطة والأخلاق العربية الأصيلة، ينتج عن المعارك استشهاد رموز للجهاد الوطني، ويصاب آخرون، لتكشف عن قصص حب سامية مفعمة بالتضحيات الكبيرة التي تصل إلى حد الاستشهاد في سبيل الغير، وفي سبيل الوطن.

## قصة المسلسل
يعرض المسلسل ملاحم إنسانية خاضها البحَّارة الصيَّادون بمواجهتهم للمستعمر في أيام الانتداب الفرنسي على سوريا لنيل الاستقلال، تضمنت مواجهات ومعارك قتالية متميزة جدًّا بمجاميعها الكبيرة لتتناسب مع هذه الملحمة. والمسلسل سلسلة ذروات درامية يخبئها البحر في أعماقه، فتتفجر تباعًا، لتكون حكايا فيها من الألوان والأطياف والأفكار والصراعات ما يخلق في ذواتنا، ونحن نشاهد سحر الخير، وسحر الشر، الذي تقدمه الدراما للمتلقِّي لتعزيز الخير في وجه الشر وإلغائه.

## فريق العمل
- المنتج طلال العواملة
- المنتج التنفيذي عدنان العواملة
- كتابة إلياس الحاج
- إخراج محمد عزيزية

### بطولة
- خالد تاجا
- جمال سليمان
- أمل عرفة
- فرح بسيسو
- فارس الحلو
- سوسن ميخائيل
- غسان مسعود
- عبد الهادي صباغ
- نجاح سفكوني
- فيلدا سمور
- مها الصالح
- نجاح العبد الله
- سلوى سعيد
- جرجس جبارة
- نجاح حفيظ
- أحمد عداس
- زهير رمضان
- ليلى سمور